# Kasiterit

Model jednoduchého krystalu kasiteritu

Kasiterit (Beudant, 1832), česky cínovec, chemický vzorec SnO2 (oxid cíničitý), je čtverečný minerál.

## Jméno
Jméno nerostu je odvozeno z řeckého slova κασσίτερος (kassíteros) pro cín, které pochází z fénického jména Cassiterid pro Britské ostrovy, od pravěku hlavní naleziště cínové rudy; francouzský archeolog původem z Ukrajiny Roman Ghirshman vyslovil v roce 1954 domněnku, že zdrojem jména mohl být starověký národ Kassitů původem z jihozápadního Íránu který v 2. tisíciletí př. n. l. ovládl Mezopotámii. Historické české jméno minerálu je cínovec, které v češtině a následně ve slovenštině zavedl Jan Svatopluk Presl. Pojmenování obce Cínovec, historicky nejvýznamnějšího naleziště v Krušných horách, bylo přijato v roce 1955 místo staršího jména Cinvald, což byla jen pravopisně počeštěná podoba německého jména Zinnwald.

## Původ
Kasiterit vzniká krystalizací z hydrotermálních vysokoteplotních roztoků, které jsou doprovodným jevem magmatické činnosti. Hovoříme tzv. o pneumatolytickém vzniku. Greiseny jsou horniny, které vznikají reakcí již utuhlé části těles granitických hornin (obvykle cínonosných granitů) se zbytkovými horkými roztoky, které jsou bohaté určitými prvky (typicky Li, F, Sn, W, B). Tyto horké roztoky jsou vysoce agresivní a způsobí složitou kaskádou chemických reakcí alteraci již utuhlé horniny za vzniku tzv. greisenů (v anglické literatuře mohou být označovány i jako skarny).
Kasiterit se také často vyskytuje na hydrotermálních žilách, které vznikají v exokontaktu granitových těles. Pokud hydrotermální roztok s vysokým obsahem cínu unikne do okolí, například po zlomech v horninách, dojde k jeho krystalizaci za vzniku křemenných žil s kasiteritem, často společně s řadou dalších minerálů. Křemenné žíly a pně se obvykle vyskytují společně s greiseny.
Vzácněji může kasiterit vznikat přímo v magmatické hornině, například v pegmatitech.
Kasiterit se díky své mechanické i chemické odolnosti druhotně hromadí v náplavech.

## Morfologie

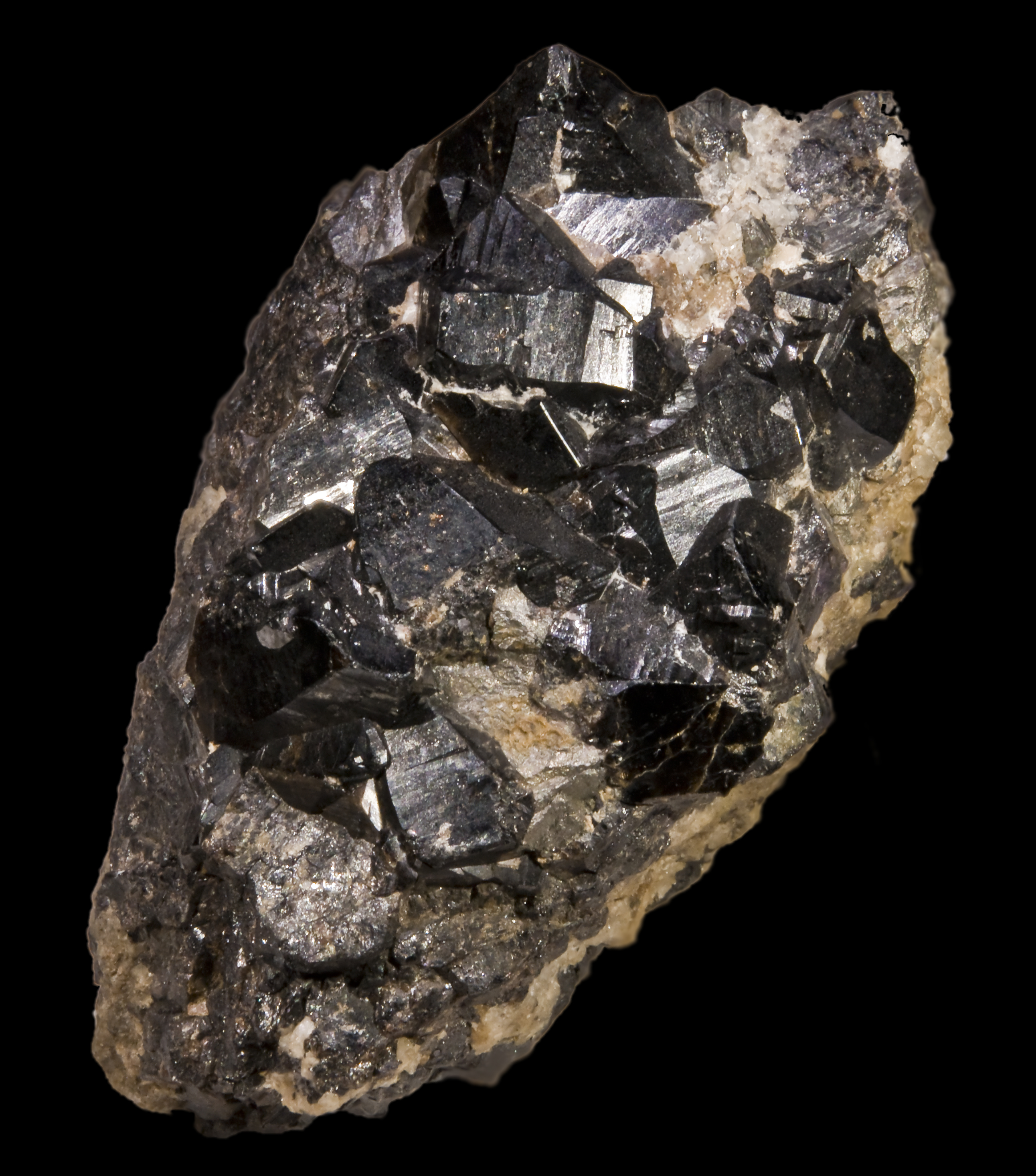
Kasiterit (Horní Slavkov)

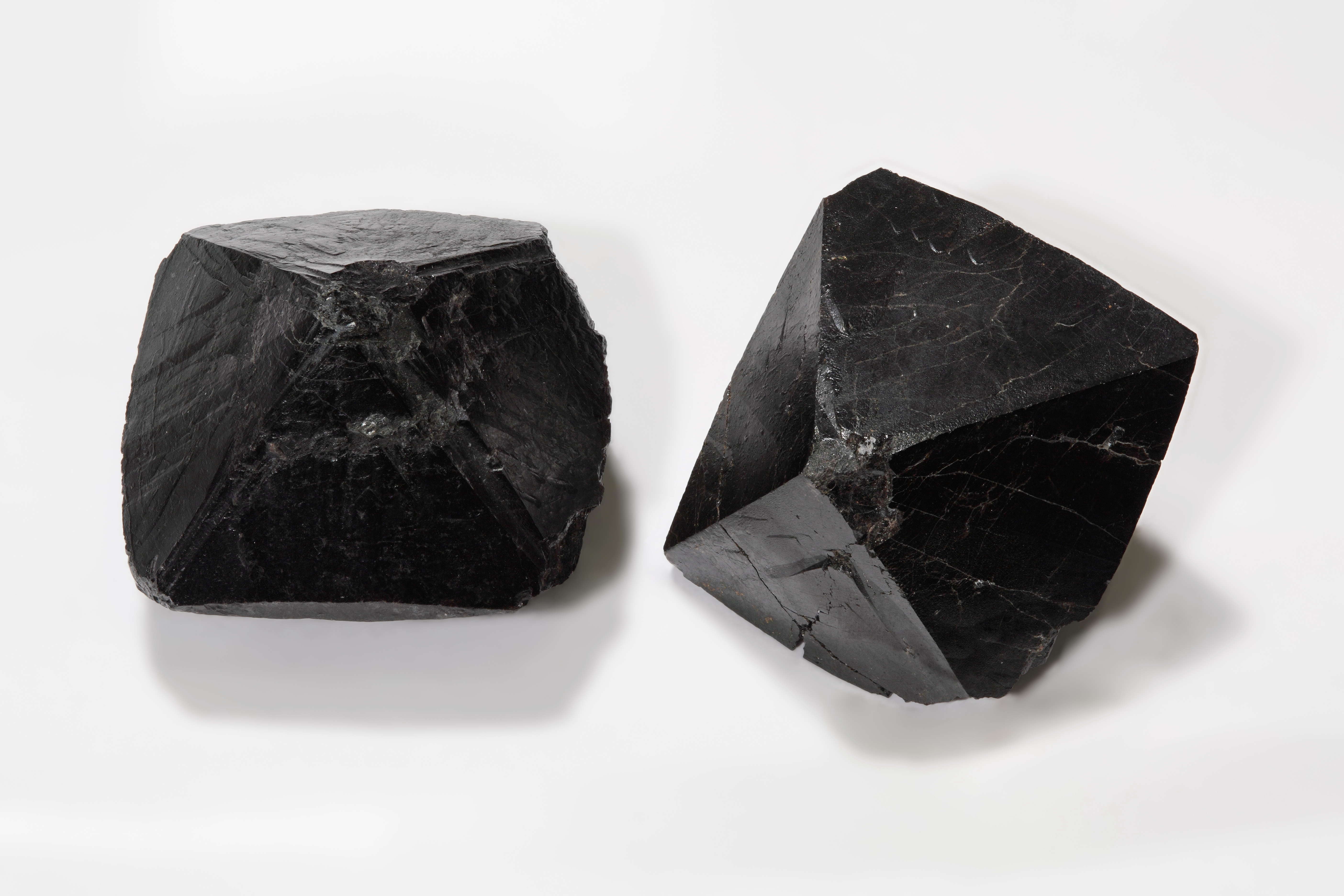
Kasiterit

Tvoří dobře omezené dipyramidální nebo sloupcové krystaly, které jsou téměř pravidelně laminárně zdvojčatělé podle plochy {101}. Můžeme také nalézt vícenásobné srůsty krystalů a to včetně cyklických, které se nazývají tzv. cyklické kroupy. Výjimkou nejsou ani zrnité agregáty.

## Vlastnosti
- Fyzikální vlastnosti: Tvrdost 6,5–7, křehký, hustota 6,8–7,1 g/cm³, štěpnost nedokonalá podle {110}, zřetelná odlučnost podle {111} a {011}, lom nerovný až lasturnatý.
- Optické vlastnosti: Barva: hnědá, červenohnědá až hnědočerná, šedá, žlutá. Lesk na krystalových plochách skelný až diamantový, na lomných plochách mastný až kovový, průhlednost: průsvitný, neprůhledný, vryp bílý nebo žlutý.
- Chemické vlastnosti: Složení: Sn 78,77 %, O 21,23 %, příměsi Fe, Zn, Mn a další. V kyselinách nerozpustný. Před dmuchavkou se netaví.

## Podobné minerály
- sfalerit

## Parageneze
fluorit, topaz, wolframit, scheelit, křemen, muskovit, turmalín, topaz, lepidolit, arsenopyrit, bismut, molybdenit

## Získávání
Ekonomicky využitelná ložiska kasiteritu jsou vázaná především na greiseny, na LCT pegmatity, dále pak na hydrotermální žíly, které doprovázejí magmatické horniny a na vulkanoanosedimentární sulfidická ložiska. Dále se získává rýžováním z náplavů, což je také nejstarší způsob dobývání.

## Využití
Je to důležitá ruda pro výrobu cínu. Nejbohatší rudy mají obsah cínu až kolem 78 %. Zajímavostí je, že cín je velmi měkký kov, kdežto kasiterit je poměrně tvrdý minerál. Výjimečně se průsvitný kasiterit brousí jako drahý kámen.

## Naleziště
Často se vyskytující minerál.
- Čína – nejdůležitější světové naleziště je provincie Yün-nan, odkud pochází více než polovina světové produkce
- Malajsie
- Thajsko, Indonésie (např. ostrovy Bangka a Belitung), Laos, Bolívie, Kongo a další
- Česko – Krupka, Horní Slavkov, Cínovec[2]
- Slovensko – Hnilec[3]
- Německo – Altenberg, Zinnwald
- Anglie – Cornwall
- Francie – Bretaň